# 미클로 퍼러스
미클로스 펄러스(Miklos Perlus, 1977년 3월 23일 ~ )는 캐나다의 배우, 각본가이다.
토론토에서 태어났다.

## 출연 작품
- 인스턴트 스타 (2004년)
- 노웨어 인 사이트 (2001년)
- 아이언 이글 4 (1995년)

### 텔레비전
- Avonlea (1990-92)